# Школа історичних наук Сан-Марино
Вищу школу історичних наук Сан-Марино було засновано в 1988 році з ініціативи Альдо Ск'явоне, Фауста Морганті, генерального директора ЮНЕСКО Федеріко Майора, а також Еудженіо Ґарена. Перша серія семінарів школи стала новаторством в освітній роботі, і не тільки в контексті реальності континентальної Європи. Рада директорів складалася з: Альдо Ск'явоне, Моріса Аймарда, Валеріо Кастроново, Габріеле Де Роза, Джузеппе Галассі, Френсіса Гаскелла, Вольфганга Моммзена, Коррадо Віванта і Ренато Дзангері. Школа відкривала нові напрями навчання, приймаючи соціологів і політологів, антропологів і економістів, археологів і юристів, письменників і лінгвістів, фізиків, геологів і генетиків, і в першу чергу істориків стародавнього світу.

## Заходи
Школа регулярно проводить наукові заходи.
До вченої ради школи входять: Лучано Канфора (координатор), Моріс Емар, Франко Кардіні, Джузеппе Галассі, Джорджо Отранто, Коррадо Петрочеллі, Андре Воше, Стефано Дзаманьї, Павло Бутті та Лімо і Лаура Барлетта.
Трирічна PhD програма, заснована в школі з самого початку, була одним з найбільш новаторських експериментів у цій галузі в Європі. Вона характеризується міждисциплінарним характером професійної підготовки студентів. Присутність студентів і викладачів з усього світу і діяльність на трьох офіційних мовах (італійська, англійська і французька) забезпечує міжнародний характер школи. Заходи проводяться у штаб-квартирі школи і в стародавньому монастирі Сент-Клер, в штаб-квартирі «Університету Сан-Марино». Заходи відкриті для спостерігачів і експертів.

## Видавнича діяльність
Школа історичних наук, у співпраці з видавництвом Einaudi, опублікувала в період з 1993 по 1997 роки безліч наукових томів.
Викладацькі історичні дослідження:
- PBE 596 Eugenio Garin, Machiavelli fra politica e storia, 1993, pp. 61
- * PBE 597 Jean Pierre Vernant e Aldo Schiavone, Ai confini della storia, 1993, pp. 64.
- PBE 598 Louis Bergeron, Parigi. Il mito di una capitale, 1993, pp. 86
- PBE 599 Oswyn Murray, La città greca, 1993, pp. 163
- PBE 607 Haim Burstin, Francia 1789: la politica e il quotidiano, 1994, pp. 108
- PBE 608 Francesco Barbagallo, La modernità squilibrata del mezzogiorno d'Italia, 1994, pp. 120
- PBE 611 Peter Mathias, L'economia britannica dal 1815 al 1914. Crescita industriale e problemi di transizione, 1994, pp. 139
- PBE 620 Giuliano Toraldo di Francia, Tempo cambiamento invarianza, 1994, pp. 99
- PBE 621 Alberto Oliverio, Ricordi individuali, memorie collettive, 1994, pp. 102
- PBE 633 Autori vari, Problemi e metodi della storiografia tedesca contemporanea, 1996, pp. 315
- PBE 634 Antonio Di Meo, Circulus aeterni motus. Tempo ciclico e tempo lineare nella filosofia chimica della natura., 1996, pp. 184

Деякі історичні дослідження учнів:
- PBE 612 Sergio Luzzatto, L'autunno della rivoluzione. Lotta e cultura politica nella Francia del Termidoro, 1994, pp. 462
- PBE 622 Andrea Carlino, La fabbrica del corpo. Libri e dissezione nel Rinascimento, 1994, pp. 269
- PBE 635 Paulo F. Butti de Lima, L'inchiesta e la prova. Immagine storiografica, pratica giuridica e retorica nella Grecia

classica, 1996, pp. 210
- PBE 640 Loris Marcucci, Il Commissario di Ferro di Stalin. Biografia politica di Lazar M. Kaganovic, 1997, pp. 238

## Директори
- 1989—1994 — Альдо Ск'явоне
- з 1999 року — Лучано Канфора

## Ресурси Інтернету
- Офіційний сайт[недоступне посилання з травня 2019]